# Sjevernoeuropska renesansa
Sjevernoeuropska renesansa obuhvaća renesansnu umjetnost zapadne Europe nastale sjeverno od Alpa uglavnom tijekom 16. st. Ona se odlikuje nizom posebnosti koje ju razlikuju od izvorne, talijanske renesanse.

## Povijest
Renesansa na sjeveru Europe se javlja tek sporadično prije 16. stoljeća, no ideje humanizma i razvoj znanosti pratio je jačanje sekularnih institucija. Početkom 16. stoljeća, slabljenjem feudalizma i utjecaja Crke, udareni su temelji za razvoj umjetnosti, glazbe i znanosti. Možda presudno za ovaj razvoj bio je izum tiskarskog stroja (Johannes Gutenberg) koji je omogućio ne samo brzi prijenos znanstvenih i političkih ideja (na latinskom i grčkom), nego i razvoj književnosti na narodnim jezicima. Erazmo Roterdamski je, na primjer, važna osoba koja je širila ideje klasicističkog humanizma sjeverom i bio je ključna osoba tijekom vjerskih pitanja tog doba. Kasnije je renesansa na sjeveru oblikovana i brojnim sukobima skupina protestanata i Katoličke Crkve(protestantska reformacija), pri čemu je došlo do vjerske podjele sjsverne Europe, što je najočitije bilo u podijeli Nizozemske koja je do tada prednjačila u umjetnosti sjeverne Europe.
Visoka renesansa se širi iz Rima diljem cijele Europe gdje su među apsolutističkim monarhijama glavnih europskih država u svom bogatstvu i raskoši feudalnih posjeda prednjačili kraljevi francuskih dinastija. Zahvaljujući brojnim kraljevskim brakovima francuski kraljevi polažu pravo na druge krune i druge zemlje, pa ratuju sa svima (Nizozemskom, Španjolskom, Engleskom, Napuljom, itd. Preko ratova u Italiji upoznaju se s renesansom i prihvaćaju je jer im omogućava gradnju palača, dvoraca, galerija, muzeja, trgova, kakvih nije bilo u gotičkoj umjetnosti sjevera. Uskoro ti utjecaji dopiru do trgovačkih gradova poput Bruggea i Antwerpena (Belgija). Tada nastaju i mnoga sveučilišta, i počinju se tiskati mnoge knjige, koji šire duh humanizma širom Francuske, nizozemskih i njemačkih zemalja, do Skandinavije i naposljetku Engleske, a kasnije u doba baroka i do carske Rusije. 

## Književnost
Sveučilišta i tiskane knjige su proširili duh renesanse kroz Francusku, Nizozemske zemlje i Svetim Rimskim Carstvom sve do Skandinavije i naposljetku Engleske. Pisci i humanisti kao što su: Rabelais, Pierre de Ronsard i Erazmo Roterdamski su bili pod jasnim utjecajem talijanske renesanse. Engleski pisci, kao što su William Shakespeare i Christopher Marlowe su stvarali nešto kasnije i pripadaju tzv. „Elizabetanskom razdoblju”. 
Također, Biblija je postala dostupna na narodnim jezicima, što je dovelo do širenja protestantske reformacije.

## Slikarstvo
„Rano nizozemsko slikarstvo” je naziv za slikarsku produkciju Nizozemaca na prostorima Flandrije u Belgiji i Nizozemske u 15. stoljeću. Ovi slikari su u gotički naturalizam unijeli krajnji realizam pojedinosti, tako da su likovi na njihovim djelima slikani s detaljnim osobinama naravi. To su uspjeli prije svega svojim otkrićem uljenih boja koje će Leonardo raširiti na jugu. Najznačajniji su bili tzv. flamanski umjetnici: braća Hubert i Jan van Eyck, Hans Memling i Rogier van der Weyden.
Braći van Eyck pridružuje se Rogier van der Weyden iz Tournaia. On zastupa dramatsko-patetični smjer, naime, važnije mu je prikazivanje ljudskih osjećaja od lirkog. Utjecaj Rogiera van der Weydena je prevladavao u Europskom slikarstvu gotovo svuda osim Italije do kraja stoljeća. Kao njegov učenik se spominje Hugo van der Goes. 
Hieronymus Bosch (oko 1450. – 1516.) bio je nizozemski suvremenik istih slikarskih odlika, ali iznimno originalnog izričaja u kojima se osjeća utjecaj minirističkih ideja. Pieter Brueghel stariji bio je slikar koji se potpuno okrenuo prirodi, toliko da je i likove (obično fladrijske seljake) na svojim slikama prilagođavao „ptičjoj perspektivi” da bi krajolik došao do potpunog izražaja. On je prvi pokazao osebujnost krajolika u različitim obličjima, tako što je „portretirao” godišnja doba. 
Renesansno slikarstvo stiže u Francusku dolaskom talijanskih slikara u kraljevski dvorac Franje I. – Fontainebleau, u tom renesansno-manirističkom dvoru razvijala se francuska renesansa – tzv. „škola iz Fontainebleua”.  
U Njemačkoj se renesansa osjeća već u djelima Matthiasa Grünewalda, ali jedan od najsvestranijih umjetnika, čiji se genij i majstorstvo može mjeriti s Leonardom i Michelangelom, bio slikar i grafičar Albrecht Dürer. On je nakon pripravništva u Nürnbergu, studirao u Italiji i kao mnogi talijanski majstori bio je priznat kao genij još za svog života. Poput Leonarda tražio je proniknuti u samo srce tajni života i ljepote, njegovi crteži poput npr. busena trave, pokazuju izvanrednu radoznalost i čuđenje. Ali njegovi portreti (i mnogi autoportreti) pokazuju tipičnu sjevernjačku introvertnost i naturalizam. Na njegovim gravurama kao što je Četiri jahača Apokalipse, vizija života kao besmislenoga i prepuna strahota, postoji emocionalna krajnost kakve nema u Mediteranskoj umjetnosti. Adam i Eva, jedan drugi drvorez, pokazuje obje strane Dürera. Poze, proporcije i crtež figura je talijanski, dok je prikaz drveća i izvedba detalja sjevernjačko (npr. miran život domaće mačke i miša, u donjem dijelu slike, samo što nije završio jedenjem sudbonosne jabuke).
Hans Holbein mlađi najbolji je i najslavniji portretist klasične renesanse u sjevernoj Europi; djelovao je u Njemačkoj i Engleskoj, na dvoru Henrika VIII. U portretima postigao je savršenu ravnotežu opisa lica i izraza naravi.   U Španjolskoj se ističe slikarstvo El Greca, koji se svojim osobitim načinom slikanja već svrstava u stil Manirizma.

## Arhitektura
Izvan Italije, Gotika je bila općeprihvaćeni stil duboko u 15. st., ali utjecaji renesanse su se osjećali iz dana u dan. U 16. st. utjecaj renesanse se osjeća u cijeloj Europi, te se u svakoj zemlji može spomenuti poneko vrijedno renesansno djelo. 
U Francuskoj su najviši domašaj i najveći doprinos renesansi bili kraljevski dvorci raspoređeni duž rijeke Loire. "Dvorac Chambord" Domenica da Cortone jedna je od najljepših građevina francuske renesanse i smatra se da ga je projektirao sam je Leonardo (zasigurno mu se pripisuje dizajn dvostrukog spiralnog stubišta) koji je posljednje svoje godine proveo na dvoru francuskog kralja. Četiri povezana staro-francuska donjona čine pravokutno dvorište unutar kojeg je središnji dvorac pravokutna oblika s ugaonim kulama, četiri unutarnja dvorišta. Pročelje je kao kod renesansnih talijanskih palača, a gotičko krovište s dimnjacima, tornjevima i tornjićima kao da najavljuje manirizam. 
Drugo dominantno renesansno arhitektonsko djelo je dvorac kralja Luja XIV. - Louvre u Parizu, kojega je dovršio dr. Claude Perrault. Jedinstven je zbog svojih kontroliranih proporcija, izrazite simetrije, dvojnih stupova, i odmjerene plastičnosti fasade itd. 
U Engleskoj najvažniji renesansni arhitekt je Inigo Jones (1573. – 1652.) koji nakon studijskog putovanja u Italiju gradi Banqueting Hall palače Witehall u Londonu za kralja Jamesa I. – sjajna renesansna kompozicija s umjerenom rustikom podnožja i diferencijacijom dvaju etaža. Najvažnije renesansno djelo u Španjolskoj je dvorac Filipa II. – Escorial – najmonumentalnija renesansna građevina Europe (kompleks od kraljevske palače, samostana, crkve, 16 dvorišta, knjižnica, bazilike, grobnica, i dr.). Svojom nepreglednom veličinom pripada i manirizmu.

## Poveznice
- Visoka renesansa
- Manirizam

## Vanjske poveznice
- Early Flemish Altarpieces - virtualni posjet na Web Gallery of Art.
- Flemish artists in Italy  Arhivirana inačica izvorne stranice od 5. srpnja 2010. (Wayback Machine) - razne nizozemske slike za talijanske mecene u 15 st.
- Renesansa na sjeveru - Umjetnici i njihova djela 15. i 16. st..
- Northern Renaissance ArtWeb - zbirka poveznica za slikarske majstore 15. i 16. st.(Sarah E.C.Peterson).